# Зверєв Рід Петрович
Рід Петрович Зверєв (нар. 17 липня 1931, село Вільхове, тепер Щастинського району Луганської області — 1996?) — український радянський і компартійний діяч, депутат Верховної Ради УРСР 10—11-го скликань у 1984—1990 р. Член Ревізійної Комісії КПУ в 1976—1981 рр. Член ЦК КПУ в 1981—1990 рр.

## Біографія
Закінчив Московський гірничий інститут.
З 1954 року — змінний інженер шахтобудівних управлінь, помічник начальника проходки будівельного управління № 1, начальник проходки шахти № 1 «Сімейкинська», головний інженер, начальник шахтобудівного управління тресту «Краснодонвугілля» Луганської області.
Член КПРС з 1958 року.
З 1961 року — 2-й секретар Краснодонського районного комітету КПУ Луганської області, секретар Луганської обласної ради професійних спілок.
З 1963 року — начальник шахтопрохідницького управління № 6 тресту «Луганськшахтопроходка», з 1970 року — керуючий тресту «Краснодоншахтобуд» Луганської області.
У 1974 — грудні 1977 року — 1-й секретар Краснодонського міського комітету КПУ Ворошиловградської області.
10 грудня 1977 — 3 листопада 1980 року — секретар Ворошиловградського обласного комітету КПУ.
3 листопада 1980 — 1986 року — 2-й секретар Ворошиловградського обласного комітету КПУ.
У 1986 — 26 травня 1987 року — голова виконавчого комітету Ворошиловградської обласної Ради народних депутатів.
Потім — на пенсії. Проживав у місті Луганську.
Нагороджений орденами та медалями.